# Saint-Auban-sur-l’Ouvèze
Saint-Auban-sur-l’Ouvèze – miejscowość i gmina we Francji, w regionie Owernia-Rodan-Alpy, w departamencie Drôme. Nazwa miejscowości pochodzi od imienia św. Albana.
Według danych na rok 1990 gminę zamieszkiwało 200 osób, a gęstość zaludnienia wynosiła 12 osób/km² (wśród 2880 gmin regionu Rodan-Alpy Saint-Auban-sur-l’Ouvèze plasuje się na 1427. miejscu pod względem liczby ludności, natomiast pod względem powierzchni na miejscu 669.).